# Janet Jackson/Diskografie
Diese Diskografie ist eine Übersicht über die musikalischen Werke der US-amerikanischen Sängerin Janet Jackson. Den Quellenangaben zufolge hat sie bisher mehr als 100 Millionen Tonträger verkauft, damit zählt sie zu den Interpretinnen mit den meisten verkauften Tonträgern weltweit. Ihre erfolgreichste Veröffentlichung ist das Album janet. mit über 20 Millionen verkauften Einheiten.

## Alben

### Studioalben
| Jahr | Titel Musiklabel                                     | Höchstplatzierung, Gesamtwochen, AuszeichnungChartplatzierungen (Jahr, Titel, Musiklabel, Platzierungen, Wochen, Auszeichnungen, Anmerkungen) | Höchstplatzierung, Gesamtwochen, AuszeichnungChartplatzierungen (Jahr, Titel, Musiklabel, Platzierungen, Wochen, Auszeichnungen, Anmerkungen) | Höchstplatzierung, Gesamtwochen, AuszeichnungChartplatzierungen (Jahr, Titel, Musiklabel, Platzierungen, Wochen, Auszeichnungen, Anmerkungen) | Höchstplatzierung, Gesamtwochen, AuszeichnungChartplatzierungen (Jahr, Titel, Musiklabel, Platzierungen, Wochen, Auszeichnungen, Anmerkungen) | Höchstplatzierung, Gesamtwochen, AuszeichnungChartplatzierungen (Jahr, Titel, Musiklabel, Platzierungen, Wochen, Auszeichnungen, Anmerkungen) | Höchstplatzierung, Gesamtwochen, AuszeichnungChartplatzierungen (Jahr, Titel, Musiklabel, Platzierungen, Wochen, Auszeichnungen, Anmerkungen) | Anmerkungen                                                     |
| Jahr | Titel Musiklabel                                     | DE | AT | CH | UK | US | R&B | Anmerkungen                                                     |
| ---- | ---------------------------------------------------- | --- | --- | --- | --- | --- | --- | --------------------------------------------------------------- |
| 1982 | Janet Jackson A&M Records (A&M)                      | — | — | — | — | US63 (25 Wo.)US | R&B6 (45 Wo.)R&B | Erstveröffentlichung: 21. September 1982                        |
| 1984 | Dream Street A&M Records (A&M)                       | — | — | — | — | US147 (6 Wo.)US | R&B19 (15 Wo.)R&B | Erstveröffentlichung: 23. Oktober 1984                          |
| 1986 | Control A&M Records (A&M)                            | DE36 (11 Wo.)DE | — | CH28 (5 Wo.)CH | UK8 Platin · (72 Wo.)UK | US1 ×5Fünffachplatin · (106 Wo.)US | R&B1 (91 Wo.)R&B | Erstveröffentlichung: 4. Februar 1986 Verkäufe: + 14.000.000    |
| 1989 | Janet Jackson’s Rhythm Nation 1814 A&M Records (A&M) | DE39 (14 Wo.)DE | — | CH23 Gold · (1 Wo.)CH | UK4 Platin · (43 Wo.)UK | US1 ×6Sechsfachplatin · (108 Wo.)US | R&B1 (86 Wo.)R&B | Erstveröffentlichung: 15. September 1989 Verkäufe: + 14.000.000 |
| 1993 | janet. Virgin Records (EMI)                          | DE5 Gold · (49 Wo.)DE | AT7 (16 Wo.)AT | CH10 Gold · (19 Wo.)CH | UK1 ×2Doppelplatin · (65 Wo.)UK | US1 ×6Sechsfachplatin · (106 Wo.)US | R&B1 (97 Wo.)R&B | Erstveröffentlichung: 18. Mai 1993 Verkäufe: + 20.000.000       |
| 1997 | The Velvet Rope Virgin Records (EMI)                 | DE5 Gold · (37 Wo.)DE | AT9 (22 Wo.)AT | CH5 Platin · (33 Wo.)CH | UK6 Platin · (51 Wo.)UK | US1 ×3Dreifachplatin · (74 Wo.)US | R&B2 (76 Wo.)R&B | Erstveröffentlichung: 6. Oktober 1997 Verkäufe: + 10.000.000    |
| 2001 | All for You Virgin Records (EMI)                     | DE3 Gold · (14 Wo.)DE | AT8 (6 Wo.)AT | CH2 Gold · (18 Wo.)CH | UK2 Gold · (21 Wo.)UK | US1 ×2Doppelplatin · (52 Wo.)US | R&B1 (53 Wo.)R&B | Erstveröffentlichung: 23. April 2001 Verkäufe: + 7.000.000      |
| 2004 | Damita Jo Virgin Records (EMI)                       | DE21 (4 Wo.)DE | AT49 (1 Wo.)AT | CH34 (4 Wo.)CH | UK32 Silber · (3 Wo.)UK | US2 Platin · (19 Wo.)US | R&B2 (25 Wo.)R&B | Erstveröffentlichung: 22. März 2004 Verkäufe: + 3.000.000       |
| 2006 | 20 Y. O. Virgin Records (EMI)                        | DE46 (2 Wo.)DE | — | CH35 (4 Wo.)CH | UK63 (1 Wo.)UK | US2 Platin · (15 Wo.)US | R&B1 (23 Wo.)R&B | Erstveröffentlichung: 20. September 2006 Verkäufe: + 1.200.000  |
| 2008 | Discipline Island Records (UMG)                      | DE38 (2 Wo.)DE | AT45 (1 Wo.)AT | CH9 (6 Wo.)CH | UK63 (1 Wo.)UK | US1 (16 Wo.)US | R&B1 (34 Wo.)R&B | Erstveröffentlichung: 22. Februar 2008 Verkäufe: + 456.000      |
| 2015 | Unbreakable Rhythm Nation (BMG)                      | DE34 (2 Wo.)DE | — | CH28 (3 Wo.)CH | UK11 (3 Wo.)UK | US1 (9 Wo.)US | R&B1 (28 Wo.)R&B | Erstveröffentlichung: 2. Oktober 2015                           |

grau schraffiert: keine Chartdaten aus diesem Jahr verfügbar

### Kompilationen
| Jahr | Titel Musiklabel                               | Höchstplatzierung, Gesamtwochen, AuszeichnungChartplatzierungen (Jahr, Titel, Musiklabel, Platzierungen, Wochen, Auszeichnungen, Anmerkungen) | Höchstplatzierung, Gesamtwochen, AuszeichnungChartplatzierungen (Jahr, Titel, Musiklabel, Platzierungen, Wochen, Auszeichnungen, Anmerkungen) | Höchstplatzierung, Gesamtwochen, AuszeichnungChartplatzierungen (Jahr, Titel, Musiklabel, Platzierungen, Wochen, Auszeichnungen, Anmerkungen) | Höchstplatzierung, Gesamtwochen, AuszeichnungChartplatzierungen (Jahr, Titel, Musiklabel, Platzierungen, Wochen, Auszeichnungen, Anmerkungen) | Höchstplatzierung, Gesamtwochen, AuszeichnungChartplatzierungen (Jahr, Titel, Musiklabel, Platzierungen, Wochen, Auszeichnungen, Anmerkungen) | Höchstplatzierung, Gesamtwochen, AuszeichnungChartplatzierungen (Jahr, Titel, Musiklabel, Platzierungen, Wochen, Auszeichnungen, Anmerkungen) | Anmerkungen                                                 |
| Jahr | Titel Musiklabel                               | DE | AT | CH | UK | US | R&B | Anmerkungen                                                 |
| ---- | ---------------------------------------------- | --- | --- | --- | --- | --- | --- | ----------------------------------------------------------- |
| 1995 | Design of a Decade 1986/1996 A&M Records (A&M) | DE10 Gold · (19 Wo.)DE | AT15 (11 Wo.)AT | CH6 Gold · (19 Wo.)CH | UK2 ×2Doppelplatin · (24 Wo.)UK | US3 ×2Doppelplatin · (31 Wo.)US | R&B4 (25 Wo.)R&B | Erstveröffentlichung: 2. Oktober 1995 Verkäufe: + 4.082.000 |
| 2009 | The Best A&M Records (UMG)                     | — | — | — | UK28 Gold · (5 Wo.)UK | US22 (9 Wo.)US | R&B3 (45 Wo.)R&B | Erstveröffentlichung: 17. November 2009 Verkäufe: + 373.000 |
| 2010 | Icon: Number Ones A&M Records (UMG)            | — | — | — | — | — | R&B40 (11 Wo.)R&B | Erstveröffentlichung: 31. August 2010                       |

### Remixalben
| Jahr | Titel Musiklabel                       | Höchstplatzierung, Gesamtwochen, AuszeichnungChartplatzierungen (Jahr, Titel, Musiklabel, Platzierungen, Wochen, Auszeichnungen, Anmerkungen) | Höchstplatzierung, Gesamtwochen, AuszeichnungChartplatzierungen (Jahr, Titel, Musiklabel, Platzierungen, Wochen, Auszeichnungen, Anmerkungen) | Höchstplatzierung, Gesamtwochen, AuszeichnungChartplatzierungen (Jahr, Titel, Musiklabel, Platzierungen, Wochen, Auszeichnungen, Anmerkungen) | Höchstplatzierung, Gesamtwochen, AuszeichnungChartplatzierungen (Jahr, Titel, Musiklabel, Platzierungen, Wochen, Auszeichnungen, Anmerkungen) | Höchstplatzierung, Gesamtwochen, AuszeichnungChartplatzierungen (Jahr, Titel, Musiklabel, Platzierungen, Wochen, Auszeichnungen, Anmerkungen) | Höchstplatzierung, Gesamtwochen, AuszeichnungChartplatzierungen (Jahr, Titel, Musiklabel, Platzierungen, Wochen, Auszeichnungen, Anmerkungen) | Anmerkungen                           |
| Jahr | Titel Musiklabel                       | DE | AT | CH | UK | US | R&B | Anmerkungen                           |
| ---- | -------------------------------------- | --- | --- | --- | --- | --- | --- | ------------------------------------- |
| 1987 | Control: The Remixes A&M Records (A&M) | — | — | — | UK20 Gold · (14 Wo.)UK | — | — | Erstveröffentlichung: 26. Januar 1987 |
| 1995 | janet. Remixed Virgin Records (EMI)    | DE26 (10 Wo.)DE | AT22 (9 Wo.)AT | CH21 (10 Wo.)CH | UK15 (8 Wo.)UK | — | — | Erstveröffentlichung: 13. März 1995   |

## Singles

### Als Leadmusikerin
| Jahr | Titel Album                                                         | Höchstplatzierung, Gesamtwochen, AuszeichnungChartplatzierungen (Jahr, Titel, Album, Platzierungen, Wochen, Auszeichnungen, Anmerkungen) | Höchstplatzierung, Gesamtwochen, AuszeichnungChartplatzierungen (Jahr, Titel, Album, Platzierungen, Wochen, Auszeichnungen, Anmerkungen) | Höchstplatzierung, Gesamtwochen, AuszeichnungChartplatzierungen (Jahr, Titel, Album, Platzierungen, Wochen, Auszeichnungen, Anmerkungen) | Höchstplatzierung, Gesamtwochen, AuszeichnungChartplatzierungen (Jahr, Titel, Album, Platzierungen, Wochen, Auszeichnungen, Anmerkungen) | Höchstplatzierung, Gesamtwochen, AuszeichnungChartplatzierungen (Jahr, Titel, Album, Platzierungen, Wochen, Auszeichnungen, Anmerkungen) | Höchstplatzierung, Gesamtwochen, AuszeichnungChartplatzierungen (Jahr, Titel, Album, Platzierungen, Wochen, Auszeichnungen, Anmerkungen) | Anmerkungen                                                                            | [↑]: gemeinsam behandelt mit vorhergehendem Eintrag; [←]: in beiden Charts platziert |
| Jahr | Titel Album                                                         | DE | AT | CH | UK | US | R&B | Anmerkungen                                                                            |                                                                                      |
| ---- | ------------------------------------------------------------------- | --- | --- | --- | --- | --- | --- | -------------------------------------------------------------------------------------- | ------------------------------------------------------------------------------------ |
| 1982 | Young Love Janet Jackson                                            | — | — | — | — | US64 (6 Wo.)US | R&B6 (20 Wo.)R&B | Erstveröffentlichung: 21. September 1982                                               |                                                                                      |
| 1983 | Come Give Your Love to Me Janet Jackson                             | — | — | — | — | US58 (9 Wo.)US | R&B17 (15 Wo.)R&B | Erstveröffentlichung: 10. Januar 1983                                                  |                                                                                      |
| 1983 | Say You Do Janet Jackson                                            | — | — | — | — | — | R&B15 (13 Wo.)R&B | Erstveröffentlichung: 29. April 1983                                                   |                                                                                      |
| 1983 | Don’t Mess Up This Good Thing Janet Jackson                         | — | — | — | — | — | — | Erstveröffentlichung: 1983                                                             |                                                                                      |
| 1984 | Don’t Stand Another Chance Dream Street                             | — | — | — | — | — | R&B9 (15 Wo.)R&B | Erstveröffentlichung: 13. August 1984                                                  |                                                                                      |
| 1984 | Fast Girls Dream Street                                             | — | — | — | — | — | R&B40 (12 Wo.)R&B | Erstveröffentlichung: 23. Oktober 1984                                                 |                                                                                      |
| 1985 | Start Anew Control (Japanese Version)                               | — | — | — | — | — | — | Erstveröffentlichung: 25. Juli 1985                                                    |                                                                                      |
| 1986 | What Have You Done for Me Lately Control                            | DE8 (13 Wo.)DE | — | CH9 (11 Wo.)CH | UK3 Silber · (14 Wo.)UK | US4 Gold · (21 Wo.)US | R&B1 (20 Wo.)R&B | Erstveröffentlichung: 13. Januar 1986                                                  |                                                                                      |
| 1986 | Nasty Control                                                       | DE9 (12 Wo.)DE | AT21 (4 Wo.)AT | CH8 (8 Wo.)CH | UK19 (9 Wo.)UK | US3 Platin · (19 Wo.)US | R&B1 (22 Wo.)R&B | Erstveröffentlichung: 15. April 1986                                                   |                                                                                      |
| 1986 | When I Think of You Control                                         | DE36 (9 Wo.)DE | — | — | UK10 (11 Wo.)UK | US1 Platin · (19 Wo.)US | R&B3 (16 Wo.)R&B | Erstveröffentlichung: 28. Juli 1986                                                    |                                                                                      |
| 1986 | Control                                                             | — | — | — | UK42 (5 Wo.)UK | US5 Gold · (18 Wo.)US | R&B1 (19 Wo.)R&B | Erstveröffentlichung: 20. Oktober 1986                                                 |                                                                                      |
| 1987 | Let’s Wait Awhile Control                                           | DE34 (11 Wo.)DE | — | CH27 (4 Wo.)CH | UK3 Silber · (10 Wo.)UK | US2 (19 Wo.)US | R&B1 (18 Wo.)R&B | Erstveröffentlichung: 6. Januar 1987                                                   |                                                                                      |
| 1987 | The Pleasure Principle Control                                      | — | — | — | UK24 (5 Wo.)UK | US14 (18 Wo.)US | R&B1 (17 Wo.)R&B | Erstveröffentlichung: 12. Mai 1987                                                     |                                                                                      |
| 1987 | Funny How Time Flies (When You’re Having Fun) Control               | — | — | — | UK59 (3 Wo.)UK | — | — | Erstveröffentlichung: 2. November 1987                                                 |                                                                                      |
| 1989 | Miss You Much Janet Jackson’s Rhythm Nation 1814                    | DE16 (18 Wo.)DE | — | CH20 (8 Wo.)CH | UK22 (7 Wo.)UK | US1 Platin · (20 Wo.)US | R&B1 (15 Wo.)R&B | Erstveröffentlichung: 20. August 1989                                                  |                                                                                      |
| 1989 | Rhythm Nation Janet Jackson’s Rhythm Nation 1814                    | DE83 (2 Wo.)DE | — | CH22 (4 Wo.)CH | UK23 (5 Wo.)UK | US2 Platin · (17 Wo.)US | R&B1 (15 Wo.)R&B | Erstveröffentlichung: 23. Oktober 1989                                                 |                                                                                      |
| 1990 | Escapade Janet Jackson’s Rhythm Nation 1814                         | DE17 (16 Wo.)DE | — | — | UK17 (7 Wo.)UK | US1 Platin · (17 Wo.)US | R&B1 (15 Wo.)R&B | Erstveröffentlichung: 8. Januar 1990                                                   |                                                                                      |
| 1990 | Come Back to Me Janet Jackson’s Rhythm Nation 1814                  | — | — | — | UK20 (7 Wo.)UK | US2 (17 Wo.)US | R&B2 (17 Wo.)R&B | Erstveröffentlichung: 15. Januar 1990                                                  |                                                                                      |
| 1990 | Alright Janet Jackson’s Rhythm Nation 1814                          | DE43 (9 Wo.)DE | — | — | UK20 (5 Wo.)UK | US4 Gold · (16 Wo.)US | R&B4 (16 Wo.)R&B | Erstveröffentlichung: 4. März 1990                                                     |                                                                                      |
| 1990 | Black Cat Janet Jackson’s Rhythm Nation 1814                        | DE34 (13 Wo.)DE | — | CH10 (11 Wo.)CH | UK15 (6 Wo.)UK | US1 Gold · (16 Wo.)US | R&B10 (12 Wo.)R&B | Erstveröffentlichung: 28. August 1990                                                  |                                                                                      |
| 1990 | Love Will Never Do (Without You) Janet Jackson’s Rhythm Nation 1814 | — | — | — | UK34 (5 Wo.)UK | US1 Gold · (22 Wo.)US | R&B3 (18 Wo.)R&B | Erstveröffentlichung: 2. Oktober 1990                                                  |                                                                                      |
| 1991 | State of the World Janet Jackson’s Rhythm Nation 1814               | — | — | — | — | — | — | Erstveröffentlichung: 21. April 1991                                                   |                                                                                      |
| 1993 | That’s the Way Love Goes janet.                                     | DE9 (21 Wo.)DE | AT16 (6 Wo.)AT | CH11 (22 Wo.)CH | UK2 Silber · (10 Wo.)UK | US1 ×2Doppelplatin · (23 Wo.)US | R&B1 (27 Wo.)R&B | Erstveröffentlichung: 19. April 1993                                                   |                                                                                      |
| 1993 | If janet.                                                           | DE25 (11 Wo.)DE | — | CH27 (3 Wo.)CH | UK14 (7 Wo.)UK | US4 Platin · (27 Wo.)US | R&B3 (30 Wo.)R&B | Erstveröffentlichung: 13. Juli 1993                                                    |                                                                                      |
| 1993 | Again janet.                                                        | DE29 (16 Wo.)DE | — | CH20 (11 Wo.)CH | UK6 (11 Wo.)UK | US1 Platin · (23 Wo.)US | R&B7 (20 Wo.)R&B | Erstveröffentlichung: 8. November 1993                                                 |                                                                                      |
| 1994 | Because of Love janet.                                              | DE72 (8 Wo.)DE | — | — | UK19 (5 Wo.)UK | US10 (20 Wo.)US | R&B9 (20 Wo.)R&B | Erstveröffentlichung: 18. Januar 1994                                                  |                                                                                      |
| 1994 | Throb janet.                                                        | — | — | — | — | — | — | Erstveröffentlichung: 17. Mai 1994                                                     |                                                                                      |
| 1994 | Any Time, Any Place janet.                                          | — | — | — | UK13 (6 Wo.)UK | US2 Platin · (20 Wo.)US | R&B1 (21 Wo.)R&B | Erstveröffentlichung: Mai 1994                                                         |                                                                                      |
| 1994 | You Want This janet.                                                | DE90 (4 Wo.)DE | — | — | UK14 (4 Wo.)UK | US8 Gold · (22 Wo.)US | R&B9 (19 Wo.)R&B | Erstveröffentlichung: 7. November 1994 Remix feat. MC Lyte                             |                                                                                      |
| 1995 | What’ll I Do janet.                                                 | — | — | — | UK9* (8 Wo.)UK | — | — | Erstveröffentlichung: 2. Februar 1995 *in UK als Doppel-A-Seiten-Single veröffentlicht |                                                                                      |
| 1995 | Whoops Now janet.                                                   | DE11 (19 Wo.)DE | AT7 (10 Wo.)AT | CH15 (18 Wo.)CH[UK: ↑] | UK9* (8 Wo.)UK | — | — | Erstveröffentlichung: 6. März 1995 *in UK als Doppel-A-Seiten-Single veröffentlicht    |                                                                                      |
| 1995 | Runaway Design of a Decade 1986/1996                                | DE39 (11 Wo.)DE | — | CH24 (17 Wo.)CH | UK6 (9 Wo.)UK | US3 Gold · (24 Wo.)US | R&B6 (21 Wo.)R&B | Erstveröffentlichung: 11. September 1995                                               |                                                                                      |
| 1995 | Twenty Foreplay Design of a Decade 1986/1996                        | DE74 (5 Wo.)DE | — | — | UK22 (6 Wo.)UK | — | — | Erstveröffentlichung: 1995                                                             |                                                                                      |
| 1997 | Got ’Til It’s Gone The Velvet Rope                                  | DE17 (11 Wo.)DE | AT21 (9 Wo.)AT | CH11 (17 Wo.)CH | UK6 Silber · (11 Wo.)UK | — | — | Erstveröffentlichung: 15. September 1997 feat. Joni Mitchell & Q-Tip                   |                                                                                      |
| 1997 | Together Again The Velvet Rope                                      | DE2 Platin · (24 Wo.)DE | AT6 (14 Wo.)AT | CH2 Gold · (22 Wo.)CH | UK4 Platin · (19 Wo.)UK | US1 Platin · (46 Wo.)US | R&B8 (20 Wo.)R&B | Erstveröffentlichung: 23. November 1997                                                |                                                                                      |
| 1998 | I Get Lonely The Velvet Rope                                        | DE75 (9 Wo.)DE | — | CH41 (7 Wo.)CH | UK5 (9 Wo.)UK | US3 Platin · (20 Wo.)US | R&B1 (33 Wo.)R&B | Erstveröffentlichung: 24. Februar 1998                                                 |                                                                                      |
| 1998 | Every Time The Velvet Rope                                          | DE67 (9 Wo.)DE | — | — | UK46 (2 Wo.)UK | — | — | Erstveröffentlichung: 25. März 1998                                                    |                                                                                      |
| 1998 | Go Deep The Velvet Rope                                             | DE72 (9 Wo.)DE | — | — | UK13 (7 Wo.)UK | — | — | Erstveröffentlichung: 15. Juni 1998                                                    |                                                                                      |
| 1998 | You The Velvet Rope                                                 | — | — | — | — | — | — | Erstveröffentlichung: 23. Dezember 1998                                                |                                                                                      |
| 2000 | Doesn’t Really Matter All for You                                   | DE23 (9 Wo.)DE | — | CH17 (14 Wo.)CH | UK5 Silber · (11 Wo.)UK | US1 Gold · (24 Wo.)US | R&B3 (22 Wo.)R&B | Erstveröffentlichung: 4. August 2000                                                   |                                                                                      |
| 2001 | All for You                                                         | DE16 (10 Wo.)DE | AT30 (12 Wo.)AT | CH7 (20 Wo.)CH | UK3 Gold · (15 Wo.)UK | US1 Platin · (22 Wo.)US | R&B1 (20 Wo.)R&B | Erstveröffentlichung: 26. März 2001                                                    |                                                                                      |
| 2001 | Someone to Call My Lover All for You                                | DE65 (4 Wo.)DE | — | CH42 (12 Wo.)CH | UK11 (6 Wo.)UK | US3 (20 Wo.)US | R&B11 (20 Wo.)R&B | Erstveröffentlichung: 25. Juni 2001                                                    |                                                                                      |
| 2001 | Son of a Gun (I Betcha Think This Song Is About You) All for You    | DE69 (6 Wo.)DE | — | CH56 (7 Wo.)CH | UK13 (11 Wo.)UK | US28 (12 Wo.)US | R&B26 (19 Wo.)R&B | Erstveröffentlichung: 26. November 2001 feat. Carly Simon, Missy Elliott & P. Diddy    |                                                                                      |
| 2004 | Just a Little While Damita Jo                                       | DE54 (5 Wo.)DE | — | CH37 (7 Wo.)CH | UK15 (5 Wo.)UK | US45 (6 Wo.)US | — | Erstveröffentlichung: 12. April 2004                                                   |                                                                                      |
| 2004 | I Want You Damita Jo                                                | — | — | — | UK19* (5 Wo.)UK | US57 Platin · (10 Wo.)US | R&B18 (19 Wo.)R&B | Erstveröffentlichung: 22. März 2004 *in UK als Doppel-A-Seiten-Single veröffentlicht   |                                                                                      |
| 2004 | All Nite (Don’t Stop) Damita Jo                                     | DE48 (8 Wo.)DE | — | CH76 (4 Wo.)CH[UK: ↑] | UK19* (5 Wo.)UK | — | R&B90 (10 Wo.)R&B | Erstveröffentlichung: 7. Juni 2004 *in UK als Doppel-A-Seiten-Single veröffentlicht    |                                                                                      |
| 2006 | Call on Me 20 Y.O.                                                  | DE45 (6 Wo.)DE | — | CH43 (3 Wo.)CH | UK18 (6 Wo.)UK | US25 (18 Wo.)US | R&B1 (24 Wo.)R&B | Erstveröffentlichung: 18. Juli 2006 feat. Nelly                                        |                                                                                      |
| 2006 | So Exited 20 Y.O.                                                   | — | — | — | — | US90 (3 Wo.)US | R&B34 (13 Wo.)R&B | Erstveröffentlichung: 28. August 2006 feat. Khia                                       |                                                                                      |
| 2006 | With U 20 Y.O.                                                      | — | — | — | — | — | R&B65 (12 Wo.)R&B | Erstveröffentlichung: 19. Dezember 2006                                                |                                                                                      |
| 2007 | Feedback Discipline                                                 | DE40 (9 Wo.)DE | AT47 (5 Wo.)AT | CH51 (3 Wo.)CH | — | US19 Platin · (17 Wo.)US | R&B39 (15 Wo.)R&B | Erstveröffentlichung: 27. Dezember 2007                                                |                                                                                      |
| 2008 | Rock with U Discipline                                              | — | — | — | — | — | — | Erstveröffentlichung: 5. Februar 2008                                                  |                                                                                      |
| 2009 | Can’t Be Good Discipline                                            | — | — | — | — | — | R&B76 (10 Wo.)R&B | Erstveröffentlichung: 15. Januar 2009                                                  |                                                                                      |
| 2009 | Make Me Number Ones                                                 | — | — | — | UK73 (1 Wo.)UK | — | R&B71 (15 Wo.)R&B | Erstveröffentlichung: 16. November 2009                                                |                                                                                      |
| 2010 | Nothing Why Did I Get Married Too?                                  | — | — | — | — | — | R&B58 (15 Wo.)R&B | Erstveröffentlichung: 23. März 2010                                                    |                                                                                      |
| 2015 | No Sleeep Unbreakable                                               | — | — | — | — | US63 (2 Wo.)US | R&B18 (12 Wo.)R&B | Erstveröffentlichung: 22. Juni 2015 Remix feat. J. Cole                                |                                                                                      |
| 2015 | BURNITUP! Unbreakable                                               | — | — | — | — | US70 (1 Wo.)US | — | Erstveröffentlichung: 24. September 2015 feat. Missy Elliott                           |                                                                                      |
| 2016 | Dammn Baby Unbreakable                                              | — | — | — | — | — | — | Erstveröffentlichung: 4. Mai 2016                                                      |                                                                                      |
| 2018 | Made for Now –                                                      | — | — | — | — | US88 (1 Wo.)US | R&B36 (1 Wo.)R&B | Erstveröffentlichung: 17. August 2018 mit Daddy Yankee                                 |                                                                                      |

### Als Gastmusikerin
| Jahr | Titel Album                                      | Höchstplatzierung, Gesamtwochen, AuszeichnungChartplatzierungen (Jahr, Titel, Album, Platzierungen, Wochen, Auszeichnungen, Anmerkungen) | Höchstplatzierung, Gesamtwochen, AuszeichnungChartplatzierungen (Jahr, Titel, Album, Platzierungen, Wochen, Auszeichnungen, Anmerkungen) | Höchstplatzierung, Gesamtwochen, AuszeichnungChartplatzierungen (Jahr, Titel, Album, Platzierungen, Wochen, Auszeichnungen, Anmerkungen) | Höchstplatzierung, Gesamtwochen, AuszeichnungChartplatzierungen (Jahr, Titel, Album, Platzierungen, Wochen, Auszeichnungen, Anmerkungen) | Höchstplatzierung, Gesamtwochen, AuszeichnungChartplatzierungen (Jahr, Titel, Album, Platzierungen, Wochen, Auszeichnungen, Anmerkungen) | Höchstplatzierung, Gesamtwochen, AuszeichnungChartplatzierungen (Jahr, Titel, Album, Platzierungen, Wochen, Auszeichnungen, Anmerkungen) | Anmerkungen                                                                                      |
| Jahr | Titel Album                                      | DE | AT | CH | UK | US | R&B | Anmerkungen                                                                                      |
| ---- | ------------------------------------------------ | --- | --- | --- | --- | --- | --- | ------------------------------------------------------------------------------------------------ |
| 1984 | Two to the Power of Love Dream Street            | — | — | — | — | — | — | Erstveröffentlichung: 1984 Janet Jackson feat. Cliff Richard                                     |
| 1987 | Diamonds Keep Your Eye on Me                     | DE15 (12 Wo.)DE | — | CH23 (3 Wo.)CH | UK27 (7 Wo.)UK | US5 (19 Wo.)US | R&B1 (15 Wo.)R&B | Erstveröffentlichung: 10. Januar 1987 Herb Alpert feat. Janet Jackson                            |
| 1992 | The Best Things in Life Are Free Mo’ Money       | DE8 (22 Wo.)DE | — | CH32 (7 Wo.)CH | UK2 Silber · (14 Wo.)UK | US10 (20 Wo.)US | R&B1 (17 Wo.)R&B | Erstveröffentlichung: 12. Mai 1992 Luther Vandross feat. Janet Jackson                           |
| 1995 | The Best Things in Life Are Free (Remix) –       | — | — | — | UK7 (11 Wo.)UK | — | — | Erstveröffentlichung: 1995 Luther Vandross feat. Janet Jackson                                   |
| 1995 | Scream HIStory: Past, Present and Future, Book I | DE8 (14 Wo.)DE | AT9 (10 Wo.)AT | CH3 (20 Wo.)CH | UK3 Silber · (20 Wo.)UK | US5 Platin · (17 Wo.)US | R&B2 (14 Wo.)R&B | Erstveröffentlichung: 31. Mai 1995 Michael Jackson feat. Janet Jackson                           |
| 1995 | Scream (David Morales Remix) –                   | — | — | — | UK43 (2 Wo.)UK | — | — | Erstveröffentlichung: 24. Juni 1995 Michael Jackson feat. Janet Jackson nur in UK veröffentlicht |
| 1998 | Luv Me, Luv Me Hot Shot                          | — | — | — | — | US76 (17 Wo.)US | — | Erstveröffentlichung: 25. Juli 1998 Shaggy feat. Janet Jackson                                   |
| 1999 | What’s It Gonna Be?! Extinction Level Event      | DE42 (8 Wo.)DE | — | CH41 (2 Wo.)CH | UK6 (9 Wo.)UK | US3 Gold · (20 Wo.)US | R&B1 (26 Wo.)R&B | Erstveröffentlichung: 9. März 1999 Busta Rhymes feat. Janet Jackson                              |
| 1999 | Girlfriend/Boyfriend Finally                     | DE98 (1 Wo.)DE | — | — | UK11 (9 Wo.)UK | US47 (11 Wo.)US | R&B17 (19 Wo.)R&B | Erstveröffentlichung: 5. April 1999 BLACKstreet feat. Janet Jackson, Eve & Ja Rule               |
| 2002 | Feel It Boy Tropical Storm                       | DE72 (5 Wo.)DE | — | CH40 (9 Wo.)CH | UK9 (10 Wo.)UK | US28 (12 Wo.)US | R&B31 (20 Wo.)R&B | Erstveröffentlichung: 25. Juni 2002 Beenie Man feat. Janet Jackson                               |
| 2005 | Don’t Worry Powerballin’                         | — | — | — | — | — | R&B60 (14 Wo.)R&B | Erstveröffentlichung: 24. März 2005 Chingy feat. Janet Jackson                                   |
| 2010 | We Are the World 25 for Haiti –                  | — | — | — | UK50 (1 Wo.)UK | US2 (5 Wo.)US | — | Erstveröffentlichung: 12. Februar 2010 als Teil von Artists for Haiti                            |

## Videoalben
| Jahr | Titel Musiklabel                               | Höchstplatzierung, Gesamtwochen, AuszeichnungChartplatzierungen (Jahr, Titel, Musiklabel, Platzierungen, Wochen, Auszeichnungen, Anmerkungen) | Höchstplatzierung, Gesamtwochen, AuszeichnungChartplatzierungen (Jahr, Titel, Musiklabel, Platzierungen, Wochen, Auszeichnungen, Anmerkungen) | Höchstplatzierung, Gesamtwochen, AuszeichnungChartplatzierungen (Jahr, Titel, Musiklabel, Platzierungen, Wochen, Auszeichnungen, Anmerkungen) | Höchstplatzierung, Gesamtwochen, AuszeichnungChartplatzierungen (Jahr, Titel, Musiklabel, Platzierungen, Wochen, Auszeichnungen, Anmerkungen) | Höchstplatzierung, Gesamtwochen, AuszeichnungChartplatzierungen (Jahr, Titel, Musiklabel, Platzierungen, Wochen, Auszeichnungen, Anmerkungen) | Höchstplatzierung, Gesamtwochen, AuszeichnungChartplatzierungen (Jahr, Titel, Musiklabel, Platzierungen, Wochen, Auszeichnungen, Anmerkungen) | Anmerkungen                             |
| Jahr | Titel Musiklabel                               | DE | AT | CH | UK | US | R&B | Anmerkungen                             |
| ---- | ---------------------------------------------- | --- | --- | --- | --- | --- | --- | --------------------------------------- |
| 1986 | Control: The Videos                            | — | — | — | — | US— PlatinUS | — | Erstveröffentlichung: 1986              |
| 1987 | Control: The Videos Part II                    | — | — | — | — | US— GoldUS | — | Erstveröffentlichung: 16. Dezember 1987 |
| 1990 | The Rhythm Nation Compilation                  | — | — | — | — | US— PlatinUS | — | Erstveröffentlichung: 1990              |
| 1994 | Janet                                          | — | — | — | UK7 (26 Wo.)UK | US— GoldUS | — | Erstveröffentlichung: 1994              |
| 1995 | Design of a Decade 1986/1996                   | — | — | — | UK2 (31 Wo.)UK | US— GoldUS | — | Erstveröffentlichung: 10. Oktober 1995  |
| 1998 | The Velvet Rope Tour – Live In Concert         | — | — | — | UK17 (30 Wo.)UK | US— PlatinUS | — | Erstveröffentlichung: 1998              |
| 2002 | Live in Hawaii                                 | — | — | — | UK6 (8 Wo.)UK | US— PlatinUS | — | Erstveröffentlichung: 24. Juni 2002     |
| 2004 | From janet. to Damita Jo: The Video-Collection | — | — | — | UK10 (3 Wo.)UK | — | — | Erstveröffentlichung: 8. September 2004 |

## Promoveröffentlichungen
Promo-Singles

| Jahr | Titel Album                           | Höchstplatzierung, Gesamtwochen, AuszeichnungChartplatzierungen (Jahr, Titel, Album, Platzierungen, Wochen, Auszeichnungen, Anmerkungen) | Höchstplatzierung, Gesamtwochen, AuszeichnungChartplatzierungen (Jahr, Titel, Album, Platzierungen, Wochen, Auszeichnungen, Anmerkungen) | Höchstplatzierung, Gesamtwochen, AuszeichnungChartplatzierungen (Jahr, Titel, Album, Platzierungen, Wochen, Auszeichnungen, Anmerkungen) | Höchstplatzierung, Gesamtwochen, AuszeichnungChartplatzierungen (Jahr, Titel, Album, Platzierungen, Wochen, Auszeichnungen, Anmerkungen) | Höchstplatzierung, Gesamtwochen, AuszeichnungChartplatzierungen (Jahr, Titel, Album, Platzierungen, Wochen, Auszeichnungen, Anmerkungen) | Höchstplatzierung, Gesamtwochen, AuszeichnungChartplatzierungen (Jahr, Titel, Album, Platzierungen, Wochen, Auszeichnungen, Anmerkungen) | Anmerkungen                                |
| Jahr | Titel Album                           | DE | AT | CH | UK | US | R&B | Anmerkungen                                |
| ---- | ------------------------------------- | --- | --- | --- | --- | --- | --- | ------------------------------------------ |
| 1982 | Love and My Best Friend Janet Jackson | — | — | — | — | — | — | Erstveröffentlichung: 1982                 |
| 1999 | Ask for More –                        | — | — | — | — | — | — | Erstveröffentlichung: 1999 Pepsi-Werbelied |
| 2002 | Come On Get Up All for You            | — | — | — | — | — | — | Erstveröffentlichung: 2002                 |
| 2003 | Megamix 04 –                          | — | — | — | — | — | — | Erstveröffentlichung: 2003                 |
| 2004 | R&B Junkie Damita Jo                  | — | — | — | — | — | — | Erstveröffentlichung: 2004                 |
| 2006 | Enjoy 20 Y. O.                        | — | — | — | — | — | — | Erstveröffentlichung: 2006                 |
| 2008 | Luv Discipline                        | — | — | — | — | — | R&B34 (15 Wo.)R&B | Erstveröffentlichung: 2008                 |

## Statistik

### Chartauswertung
|                     | DE     | AT    | CH     | UK     | US     | R&B      |
| ------------------- | ------ | ----- | ------ | ------ | ------ | -------- |
| Nummer-eins-Alben   | DE—DE  | AT—AT | CH—CH  | UK1UK  | US7US  | R&B7R&B  |
| Top-10-Alben        | DE4DE  | AT4AT | CH5CH  | UK6UK  | US10US | R&B12R&B |
| Alben in den Charts | DE11DE | AT7AT | CH11CH | UK13UK | US13US | R&B14R&B |

|                       | DE     | AT    | CH     | UK     | US     | R&B      |
| --------------------- | ------ | ----- | ------ | ------ | ------ | -------- |
| Nummer-eins-Singles   | DE—DE  | AT—AT | CH—CH  | UK—UK  | US10US | R&B16R&B |
| Top-10-Singles        | DE6DE  | AT3AT | CH6CH  | UK17UK | US27US | R&B30R&B |
| Singles in den Charts | DE36DE | AT8AT | CH27CH | UK45UK | US41US | R&B49R&B |

|                          | DE    | AT    | CH    | UK    | US    | R&B     |
| ------------------------ | ----- | ----- | ----- | ----- | ----- | ------- |
| Nummer-eins-Videoalben   | DE—DE | AT—AT | CH—CH | UK—UK | US—US | R&B—R&B |
| Top-10-Videoalben        | DE—DE | AT—AT | CH—CH | UK4UK | US—US | R&B—R&B |
| Videoalben in den Charts | DE—DE | AT—AT | CH—CH | UK5UK | US—US | R&B—R&B |

### Auszeichnungen für Musikverkäufe
| Land/RegionAuszeichnungen für Musikverkäufe (Land/Region, Auszeichnungen, Verkäufe, Quellen) | Silber       | Gold       | Platin         | Verkäufe    | Quellen                                                     |
| -------------------------------------------------------------------------------------------- | ------------ | ---------- | -------------- | ----------- | ----------------------------------------------------------- |
| Australien (ARIA)                                                                            | —            | 8× Gold8   | 16× Platin16   | 1.290.000   | aria.com.au AU2                                             |
| Belgien (BRMA)                                                                               | —            | 5× Gold5   | Platin1        | 175.000     | ultratop.be                                                 |
| Brasilien (PMB)                                                                              | —            | Gold1      | —              | 30.000      | pro-musicabr.org.br                                         |
| Dänemark (IFPI)                                                                              | —            | Gold1      | 2× Platin2     | 125.000     | Einzelnachweise                                             |
| Deutschland (BVMI)                                                                           | —            | 4× Gold4   | Platin1        | 1.400.000   | musikindustrie.de                                           |
| Europa (IFPI)                                                                                | —            | —          | 2× Platin2     | (2.000.000) | ifpi.org (Memento vom 15. Oktober 2013 im Internet Archive) |
| Frankreich (SNEP)                                                                            | 3× Silber3   | 3× Gold3   | 2× Platin2     | 1.475.000   | infodisc.fr snepmusique.com                                 |
| Hongkong (IFPI/HKRIA)                                                                        | —            | Gold1      | Platin1        | 30.000      | ifpihk.org                                                  |
| Indien (IMI)                                                                                 | —            | Gold1      | —              | 30.000      | Einzelnachweise                                             |
| Irland (IRMA)                                                                                | —            | —          | Platin1        | 15.000      | Einzelnachweise                                             |
| Italien (FIMI)                                                                               | —            | —          | Platin1        | 150.000     | Einzelnachweise                                             |
| Japan (RIAJ)                                                                                 | —            | 3× Gold3   | 6× Platin6     | 1.500.000   | riaj.or.jp                                                  |
| Kanada (MC)                                                                                  | —            | 3× Gold3   | 14× Platin14   | 1.460.000   | musiccanada.com                                             |
| Neuseeland (RMNZ)                                                                            | —            | 7× Gold7   | 6× Platin6     | 135.000     | aotearoamusiccharts.co.nz                                   |
| Niederlande (NVPI)                                                                           | —            | 4× Gold4   | 2× Platin2     | 400.000     | nvpi.nl                                                     |
| Norwegen (IFPI)                                                                              | —            | Gold1      | Platin1        | 75.000      | ifpi.no (Memento vom 5. November 2012 im Internet Archive)  |
| Philippinen (PARI)                                                                           | —            | —          | Platin1        | 40.000      | Einzelnachweise                                             |
| Schweden (IFPI)                                                                              | —            | 3× Gold3   | —              | 105.000     | sverigetopplistan.se                                        |
| Schweiz (IFPI)                                                                               | —            | 5× Gold5   | Platin1        | 170.000     | hitparade.ch                                                |
| Spanien (Promusicae)                                                                         | —            | Gold1      | Platin1        | 150.000     | elportaldemusica.es                                         |
| Südafrika (RISA)                                                                             | —            | 2× Gold2   | 5× Platin5     | 300.000     | mi2n.com                                                    |
| Südkorea (KMCA)                                                                              | —            | Gold1      | —              | 69.912      | Einzelnachweise                                             |
| Taiwan (RIT)                                                                                 | —            | Gold1      | Platin1        | 75.000      | Einzelnachweise                                             |
| Thailand (TECA)                                                                              | Silber1      | —          | —              | 10.000      | Einzelnachweise                                             |
| Vereinigte Staaten (RIAA)                                                                    | —            | 12× Gold12 | 48× Platin48   | 50.849.000  | riaa.com                                                    |
| Vereinigtes Königreich (BPI)                                                                 | 8× Silber8   | 4× Gold4   | 8× Platin8     | 5.351.000   | bpi.co.uk                                                   |
| Insgesamt                                                                                    | 12× Silber12 | 71× Gold71 | 121× Platin121 |             |                                                             |